# Nat Wolff
Nathaniel Marvin "Nat" Wolff (Los Ángeles, California; 17 de diciembre de 1994) es un actor y músico estadounidense. Fue el líder del conjunto musical The Naked Brothers Band hasta la separación del mismo, y es conocido por su papel en la serie de Nickelodeon The Naked Brothers Band, por su interpretación de Isaac en la película juvenil Bajo la misma estrella y también por protagonizar la película Ciudades de papel junto a Cara Delevingne.

## Primeros años
Nat Wolff nació en Los Ángeles, California. Es hijo de la actriz Polly Draper y del pianista de jazz Michael Wolff, además de ser hermano mayor del actor, músico y compositor Alex Wolff. De padre judío y madre proveniente de una familia cristiana, optó por seguir la religión judía, pero no de manera ortodoxa. En su tiempo libre juega baloncesto y escribe música. 
Cuando Wolff era muy joven, puso letreros en la puerta de su habitación diciendo: "¡Quiero ser un niño actor!" Al principio, su madre se negó porque no quería que sus hijos estuvieran expuestos a la fama, ya que eran muy jóvenes, aunque finalmente Draper le permitió incursionar en la actuación a partir del rodaje de su propia sitcom llamada, Don't Eat Off My Plate.

## Vida personal
Desde muy temprana edad demostró su pasión por el arte. A los cuatro años de edad escribió su primera canción a la que puso por título "Mamma don't let me cry". 
Toca el piano, la guitarra y la batería.
Estudió primaria en la Friends Seminary de Nueva York, a la que iba junto al que años después sería su compañero de reparto en la serie The Naked Brothers Band, Cooper Pilot. Posteriormente sus padres decidieron que fuese a una escuela de más alto nivel, la Professional Children's School, de la que se graduó en 2013.
Sobre su vida amorosa han corrido muchos rumores. En 2008 mantuvo un romance con la actriz Miranda Cosgrove, relación que ambos negaban ante los medios de comunicación. Se los ha visto muchas veces de la mano y a los besos. Pasados un par de años la actriz y cantante terminaría admitiendo que ella y Nat habían sido novios durante dos años y que la canción "Kissin u" hablaba de él, pero que al final terminó rompiéndole el corazón. Hasta el día de hoy, Nat nunca ha hablado del tema. 
Inició una relación más seria con su compañera de colegio Julia Telles (que hoy es actriz), y dicha relación finalizó a principios de 2012. En octubre de ese mismo año comenzó a salir con Margaret Qualley, una relación que terminó a finales del 2014.

## Carrera
A la edad de 5 años Nat ya tocaba el piano y estaba interesado por la música, comenzó a escribir sus propias canciones y por el tiempo que estuvo en preescolar construyó una banda llamada The Silver Boulders junto a sus amigos.
Comenzó su carrera como actor Off-Broadway con un papel menor en la obra de su madre Getting Into Heaven(2003) y en la producción Off-Broadway de Heartbeat a Bagdad (2004).
Wolff fue el cantante, compositor y tecladista zurdo de The Naked Brothers Band, que él creó con su hermano Alex Wolff (baterista de la banda), hasta la separación del grupo. Esta misma tuvo su serie de televisión en Nickelodeon desde 2007 hasta 2009, protagonizada por los hermanos Nat Wolff y Alex Wolff, Qaasim Middleton, David Levi, Thomas Batuello y Allie DiMeco. La serie fue seguida por la película The Naked Brothers Band: The Movie.
The Naked Brothers Band le valió un BMI Cable Award por componer la música de la serie, así como dos nominaciones a los premios Young Artist y una nominación KCA por mejor actor de televisión. La serie produjo dos álbumes de bandas sonoras y el sencillo "Crazy Car" alcanzó el # 23 en el Top 200 Billboard. Wolff, que tenía solo 6 años cuando escribió la canción, se cree que es la persona más joven en componer una canción que haya figurado en el Top 200 Billboard. Su canción inédita "Yes We Can", en honor del presidente Barack Obama, fue escuchada por el presidente y sus dos hijas que disfrutó y luego agradeció personalmente a Nat.
Apareció en la película para televisión de Nickelodeon Mr. Troop Mom (2009), en la comedia romántica New Year's Eve en 2011, y en la comedia dramática independiente Peace, Love, & Misunderstanding (2012). En el año 2013 actuó en la película Admission, y coprotagonizó junto a Lily Collins y Logan Lerman la película Stuck in Love.
En el año 2014 protagonizó la película de comedia Behaving Badly junto a Selena Gomez. Ese mismo año interpretó el papel de Isaac en la película de drama Bajo la misma estrella junto a Shailene Woodley y Ansel Elgort, el papel le valió dos premios Teen Choice en las categorías de Movie Scene Stealer y Chemistry.
En el 2015 Wolff interpretó a Quentin Jacobsen en la adaptación cinematográfica de la novela Paper Towns, basada en la obra del escritor de literatura juvenil estadounidense John Green. Protagonizó esta película junto a la modelo Cara Delevingne, la cual es su mejor amiga.
Para el 2017 Wolff se hizo con el protagónico en Death Note, la adaptación cinematográfica del manga homónimo.
En 2024 Wolff protagonizó junto a Billie Eilish , del que es que es muy amigo, el videoclip de CHIHIRO del nuevo album de Eilish Hit Me Hard and Soft.

## Filmografía

### Cine
| Año  | Título                                                | Personaje            | Notas                                              |
| ---- | ----------------------------------------------------- | -------------------- | -------------------------------------------------- |
| 2005 | The Naked Brothers Band: The Movie                    | Él mismo             | Protagonista principal, película de TV Nickelodeon |
| 2008 | The Naked Brothers Band: Mystery Gril                 | Él mismo             | Protagonista principal, película de TV Nickelodeon |
| 2008 | The Naked Brothers Band: Operation Mojo               | Él mismo             | Protagonista principal, película de TV Nickelodeon |
| 2011 | New Year's Eve                                        | Walter               | Extra                                              |
| 2011 | Special Things To Do                                  | Cliff Finley         | Corto                                              |
| 2011 | Peace, Love, & Misunderstanding                       | Jake Hudson          |                                                    |
| 2012 | Stuck in Love                                         | Rusty Borgens        |                                                    |
| 2013 | Admission                                             | Jeremiah Balakian    |                                                    |
| 2013 | The Last Keepers                                      | Simon                |                                                    |
| 2013 | Palo Alto                                             | Fred                 |                                                    |
| 2013 | Proceso de admisión                                   | Jeremiah             |                                                    |
| 2014 | The Fault in Our Stars (Bajo la misma estrella [Esp]) | Isaac                |                                                    |
| 2014 | Behaving Badly                                        | Ricks Stevens        |                                                    |
| 2015 | Grandma                                               | Cam                  |                                                    |
| 2015 | Paper Towns                                           | Quentin "Q" Jacobsen | Protagonista                                       |
| 2015 | Ashby                                                 | Ed Wallis            |                                                    |
| 2015 | The Intern                                            | Justin               | Cameo                                              |
| 2016 | In Dubious Battle (En lucha incierta [Esp])           | Jim Nolan            |                                                    |
| 2017 | Leap!                                                 | Victor               | Voz                                                |
| 2017 | Death Note                                            | Light Turner         |                                                    |
| 2017 | Home Again                                            | Ted                  |                                                    |
| 2018 | Rosy                                                  | Doug                 |                                                    |
| 2018 | Stella's Last Weekend                                 | Jack                 |                                                    |
| 2019 | The Kill Team                                         | Adam Winfeld         |                                                    |
| 2019 | Good Posture                                          | Jon                  |                                                    |
| 2019 | Semper Fi                                             | Oyster               |                                                    |
| 2020 | Mortal                                                | Eric                 | Protagonista                                       |
| 2020 | Body Cam                                              | Danny Holledge       |                                                    |
| 2020 | Mainstream                                            | Jake                 |                                                    |
| 2021 | Murder at Emigrant Gulch                              |                      |                                                    |
| 2024 | Which Brings Me To You                                | Will                 |                                                    |

### Televisión
| Año       | Título                     | Personaje        | Notas                                       |
| --------- | -------------------------- | ---------------- | ------------------------------------------- |
| 2007—2009 | The Naked Brothers Band    | Él mismo         | Protagonista Serie original de Nickelodeon. |
| 2009      | Mr. Troop Mom              | Él mismo         | Cameo                                       |
| 2017      | Room 104                   | Elder Joseph     | Episodio: "The Missionaries"                |
| 2020      | The Stand                  | Lloyd Henreid    | Miniserie. Personaje principal              |
| TBA       | Stranger Things "Spin Off" | Travis Maldonado | Serie limitada                              |
| 2009      | BrainSurge                 | Él mismo         | Episodio, "Celebrity BrainSurge"            |

## Teatro
| Año  | Título        | Personaje | Locación                    |
| ---- | ------------- | --------- | --------------------------- |
| 2016 | Burried Child | Vince     | The New Group, Off-Broadway |

## Álbumes
Albumen de banda sonora como parte de la serie de televisión: "The Naked Brothers Band"
| Año  | Título                       |
| ---- | ---------------------------- |
| 2007 | The Naked Brothers Band      |
| 2008 | I Don't Want to Go to School |

Álbum de estudio como duo: Nat & Alex Wolff
| Año  | Título      |
| ---- | ----------- |
| 2011 | Black Sheep |

## Premios y nominaciones
| Año  | Otorga                               | Premio                                                                               | Trabajo                            | Resultado |
| ---- | ------------------------------------ | ------------------------------------------------------------------------------------ | ---------------------------------- | --------- |
| 2005 | Hamptons International Film Festival | Premio de la audiencia – Largometraje familiar                                       | The Naked Brothers Band: The Movie | Ganó      |
| 2007 | BMI Awards                           | Premio de Cable                                                                      | The Naked Brothers Band            | Ganó      |
| 2008 | Young Artist Awards                  | Mejor desempeño de conjunto joven en una serie de televisión                         | The Naked Brothers Band            | Nominado  |
| 2009 | Young Artist Awards                  | Mejor desempeño en una serie de televisión (Comedia o Drama) – Actor principal joven | The Naked Brothers Band            | Nominado  |
| 2009 | Nickelodeon Kids' Choice Awards      | Actor de televisión favorito                                                         | The Naked Brothers Band            | Nominado  |
| 2010 | Young Artist Awards                  | Mejor desempeño en una serie de televisión (Comedia o Drama) – Actor principal joven | The Naked Brothers Band            | Nominado  |
| 2014 | Young Hollywood Awards               | Actor rompedor                                                                       | Él mismo                           | Nominado  |
| 2014 | Teen Choice Awards                   | Opción de película: Robador de escena                                                | The Fault in Our Stars             | Ganó      |
| 2014 | Teen Choice Awards                   | Opción de película: Química (con Ansel Elgort y Shailene Woodley)                    | The Fault in Our Stars             | Ganó      |
| 2015 | Teen Choice Awards                   | Opción de estrella de cine de verano: Masculino                                      | Paper Towns                        | Nominado  |
| 2015 | CinemaCon Awards                     | Estrella en ascenso                                                                  | Él mismo                           | Ganó      |